# 武间道
《武间道》，又名《终极征服》、《霍元甲后秀》是2013年在中国大陆播出的电视剧，导演钟少雄，由连奕名、杨洋、张嘉倪、田蕾希主演。2013年7月14日起在深圳电视剧频道首播。

## 播放平台
| 頻道                 | 國家/地區 | 播放日期      | 備註                 |
| -------------------- | --------- | ------------- | -------------------- |
| 深圳电视台电视剧频道 | 中国大陆  | 2013年7月14日 | 劇名為《武间道》     |
| 湖南电视剧频道       | 中国大陆  | 2013年7月17日 | 改名為《霍元甲后秀》 |
| 山东台齐鲁频道       | 中国大陆  | 2013年7月18日 | 劇名為《武间道》     |

註：
1. ↑  以播映時間先後排列

## 剧情
1937年，大日本帝国发动对华侵略后，白念生（杨洋饰）、韩美玉（张嘉倪饰）、唐四爷（连奕名饰）和中国共产党党员李绍飞（牛宝军饰）在天津共同抗日救国的故事。

## 演出
| 演员   | 角色   |
| 杨洋   | 白念生 |
| 张嘉倪 | 韩美玉 |
| 连奕名 | 唐四爷 |
| 宋轶   | 唐雪茹 |
| 田蕾希 | 白若冰 |